# НТУ (телеканал)
НТУ (Народне Телебачення України) — закрита телерадіокомпанія, яка мовила на 7 каналі в Києві та Київській області.

## Історія
Восени 1993 року вперше заговорили не лише про державне чи комерційне телемовлення, а й про громадське. Ці розмови велися після відкриття в Києві ще однієї телекомпанії, яка назвала себе «Українська Корпораційна Телерадіокомпанія „Народне Телебачення“». В середині жовтня у київській пресі з'явилися оголошення про те, що група засновників зазначеної телекомпанії запрошує на роботу журналістів, телеоператорів та інших працівників галузі на штатну та позаштатну роботу. “Дедлайн” подачі резюме був призначений на 1 листопада, а вже 8 листопада нова телекомпанія вийшла в ефір на 7 каналі. 
Першою програмою «НТУ», що вийшла в ефір з заставкою «Експериментальне мовлення», називалася «Люди для людей». Мова в ній йшла про діяльність Федерації профспілок України, яка виступила співзасновником телекомпанії та надала їй приміщення для студії, а також про черговий скандал навколо колишнього мера Києва Івана Салія, про конфлікт редакції газети «Вечірній Київ» з урядом та рядом інших подій. 
Надалі програми виходили у формі імітації прямого ефіру двічі на день: о 7:00 та о 18:00 півгодинними блоками. Від самого початку планувалося, що вранці в ефір виходитиме інформаційний блок, а вечорами — тематичні програми (з інтерв'ю, аналітикою тощо). Також спочатку щосуботи та щонеділі з 8:30 до 13:00 у телепрограмах передачі «НТУ» йшли під заголовком «Програма Люди для людей», а згодом у проміжку з 9:00 до 11:00 або з 9:30 до 11:30 в ці ж дні у програмах значилось «Народна телевізія України. Суботня програма» та «Народна телевізія України. Недільна програма».
В тому ж 1993 році «НТУ» та деякі продакшн-телекомпанії 7 каналу і оголосили про своє бажання створити перший в Україні проект громадського телемовлення, яке не залежить ні від держави, ні від рекламодавців, а існує на добровільні пожертвування представників народу. Власне, тому компанія і взяла собі таку назву — «Народне Телебачення України». Тоді ж в ефір вийшло кілька сюжетів про те, як працює система Суспільного телерадіомовлення у США. Однак у тій економічній ситуації, в якій перебувала Україна у 1993 році, реалізація даного проекту була неможливою. 
З початку січня 1996 року телеканал отримує окремий ефірний блок і починає мовити щодня з 18:00 до 20:00.
З 26 лютого 1996 року ефірний час на 7 каналі було переглянуто та проведено поділ між трьома телекомпаніями за тим же принципом шахівниці, за яким раніше було поділено 30-й (ТК «ТЕТ» і ТРК «Київ») та 25-й (ТК «ТОНІС» і ТРК «НАРТ») телеканали. Тобто, якщо сьогодні вранці в ефірі — «НТУ», то завтра — «TV Табачук», а післязавтра — «Гравіс». При цьому окремий тимчасовий блок з 20:00 до 20:30 щодня був закріплений за «Народним Телебаченням України», в ефірі була публіцистична програма.
В цілому ж наповнення ефіру 7 телеканалу не змінилося. Багато хто з продакшн-студій, які раніше виробляли свої програми для 7 каналу, просто переуклали договори з уже новими власниками ліцензій на каналі. Таким чином, тут продовжували виходити програми від ТРК «ЮАНА», музична передача «Тинди-Ринди», низка інших програм та художніх фільмів. Причому не лише в блоках «Гравіса», який практикував кінопоказ, а й у блоках «Народного Телебачення України», яке насамперед було орієнтовано на новинне та публіцистичне мовлення. 
Загалом, «Народне Телебачення України» отримало право мовити на 7 каналі в обсязі 8 годин середньодобово кілька днів на тиждень. Втім, вже за півроку час мовлення компанії почав збільшуватись. Але взятий раніше курс на розвиток телекомпанії припинився, тому «НТУ» було звичайною комерційною телекомпанією третього ешелону із засновниками, спонсорами та рекламою, програми стали повторюватися, частину ефіру займали відеокліпи.
Офіційно з 11 червня 2001 року, а фактично (без попереджень та змін у телепрограмі) на тиждень раніше, ТРК «НТУ» припинила трансляцію. Причина — нестача коштів для оплати мовлення.

### Конфлікт з СП «УАМ»
Розвиток київського 7 телеканала гальмувалося слабкою технічною базою канала на передавальному центрі та господарським конфліктом між мовниками, які мають ліцензії і СП «Українсько-Американське Мовлення» («УАМ»), яке відповідало за технічний бік безпосереднього мовлення на даної частоти. Тодішній генеральний директор СП «УАМ», Юрій Федоренко, через пресу звинуватив телекомпанії «НТУ» та «TV Табачук» у тому, що з їхньої вини 7 канал розвалюється і може припинити існування, оскільки «НТУ» платить лише 20—30 % від суми, зазначеної в договорі оренди каналу, а «TV Табачук» перестав платити взагалі. У зв'язку з цим СП «УАМ» навіть звернулася до суду з позовом про стягнення з даних телестудій плати за оренду каналу. 
Керівник телекомпанії «НТУ» Олександр Кучменко та керівник «TVT» Вадим Табачук дані звинувачення відкидали. Олександр Кучменко стверджував, що його компанія за оренду каналу платить згідно тарифами, які затверджені державою як максимальні, а ось СП «УАМ», будучи всього лише посередником між Концерном РРТ та безпосередніми мовниками, хоче стягувати з них плату в п'ятикратному розмірі. З цієї ж причині призупинив оплату і Вадим Табачук, який стверджував, що його компанія заплатила за ефір на кілька років уперед, а СП «УАМ» так і не змогла забезпечити передачу в ефір якісного та стабільного сигналу 7-го телеканала. До того ж, на думку Вадима Табачука, саме існування СП «УАМ» було незаконним, оскільки дана компанія не мала на балансі ні мовного, ні комутаційного обладнання. Тому Вадим Табачук та Олександр Кучменко були згодні зачекати на рішення суду, а також сподівалися, що після створення Громадського Телевізійного Об'єднання «Воля» вони зможуть встановити на вежі власний потужний передавач.

### Громадське Телевізійне Об'єднання «Воля»
Восени 1997 року дві з трьох телекомпаній, які вели мовлення на столичному 7 каналі — «TV Табачук» та «Народне Телебачення України» оголосили про свої наміри створити нову спільну структуру — Громадське Телевізійне Об'єднання «Воля». Як тоді писала одна з київських газет, в об'єднанні планувалося запровадити єдину координацію виробництва телепрограм, створити єдину рекламну агенцію та спільні творчі групи. На той час телекомпанія «TV Табачук» закінчила будівництво нового студійного комплексу на вулиці Дегтярівській, а «Народне Телебачення України» добудовувало власний студійний комплекс на Подолі. Обидві компанії були готові до виходу якісно на новий рівень. Третій мовник на 7 каналі — ТРК «Гравіс» — відмовився приєднатися до Громадського Телевізійного об'єднання «Воля».
Але проект так і не був реалізований, хоча тісна співпраця «TV Табачук» та «Народного Телебачення України» тривала до моменту припинення мовлення «НТУ».

## Програми
- Люди для людей
- Адреси ділової удачі
- Вікна Укрінформу
- Слово віри
- Хіт-базар
- «Шлягер» представляє...
- Воістину відверто
- Погляд збоку
- Наш час
- Його величність актор
- Стимул
- Портрет в інтер'єрі
- Будьте здорові!
- Стрес
- Вікно у містику
- Що попереду?
- Мода сьогодні
- Офіс без меж
- Камертони
- Камертони юності
- Стимул
- TV-клуб «ХМ»
- Ескулап
- «Отже...»
- Парк преси
- Аптека для душі
- Транспорт України
- Калейдоскоп
- Добра вість
- Відеомузика
- Ефіравтоторг
- Возик казок
- Мажор (дитяча програма)
- Звуки міста

## Час мовлення
Час мовлення ТРК «Народне Телебачення України» в 2001 році. Час закінчення нічного ефіру змінювався на 30 хвилин–годину в залежності від тривалості останньої передачі.
Понеділок: 20:00–20:30, 01:30–02:05

Вівторок: 08:00–20:30, 21:30–01:00

Середа 20:00–20:30, 01:30–01:40

Четвер: 20:00–20:30, 01:30–01:40

П'ятниця: 15:30–20:30, 01:30–02:10

Субота: 08:00–20:30, 1:30–02:00

Неділя: 08:00–15:30, 01:30–02:05